# NKK S.C.
Nippon Kokan Soccer Club (日本鋼管サッカー部 Nippon Kōkan Sakkā-bu?), desde 1988 NKK Soccer Club (NKKサッカー部 NKK Sakkā-bu?), fue un club de fútbol de Japón de la ciudad de Kawasaki en la Prefectura de Kanagawa. Fue fundado en 1912 y jugó en la Japan Soccer League desde 1967 hasta su clausura. Fue disuelto en 1993.

## Historia
El club fue fundado en 1912 como círculo deportivo de Nippon Kokan, una empresa siderúrgica situada en Kawasaki y actualmente parte de JFE Holdings; aunque la sección de fútbol había sido abierta alrededor de los años 20, el equipo hizo su ingreso en la máxima categoría del fútbol japonés en 1966, cuando llegó a la final de la Copa Nacional Amateur Japonesa y obtuvo el acceso a la eliminatoria interdivisional, en el que obtuvo el ascenso a la Japan Soccer League después de vencer a Nagoya Bank tanto en el partido de ida como en la vuelta.
Durante más de una década, el Nippon Kokan se desempeñó en la máxima categoría del campeonato japonés, oscilando desde las posiciones medias-bajas y obtuvo, en algunos casos, la salvación solo gracias a victorias en los partidos de play-off interdivisionales. El primer descenso a la segunda división, que se produjo al final de la temporada 1979, se convirtió en el preludio de un período de reformación del equipo que, junto con el debut de jugadores destacados como Kōji Tanaka y Toshio Matsuura, se encargó de poner al club en los primeros planos, ya que se convirtió, entre otras cosas, en el primer club de segunda división en ganar la Copa de la Liga (1980) y el trofeo nacional (1981). De regreso a la máxima categoría al final de la temporada 1983, Nippon Kokan se convirtió en uno de los principales animadores del torneo en tres años seguidos, cuando obtuvo tres subcampeonatos consecutivos y casi alcanzó el doblete en la temporada 1986-87, ambos torneos perdidos a manos de Yomiuri, debido a peor diferencia de goles en el torneo local y a una estrecha derrota en la final de la Copa del Emperador.
A pesar de la llegada en aquellos años del fútbol profesional, el equipo decidió mantenerse amateur. Antes, le había cambiado el nombre a NKK a comienzos de la temporada 1988-89. El club, que en esos años vio retirarse a algunas de las principales figuras de aquellos años, no pudo ser capaz de repetir la actuación de temporadas anteriores y se salvó en dos promociones interdivisionales, hasta que descendió de categoría al final de 1990-91. Con motivo de la desaparición definitiva de la Japan Soccer League, el NKK se inscribió en la Japan Football League (que a la época constituía la segunda categoría del campeonato japonés, disputado por amateurs), donde se desempeñó por dos temporadas hasta el cese de actividades en 1993, después de descender en el segundo grupo del torneo.

## Uniforme y símbolos

### Uniforme
Tradicionalmente de color celeste, con el curso del tiempo el uniforme cambió varias veces de color: en 1977 se aprobó uno que tenía azul oscuro como color dominante, mientras que entre 1987 y 1988 se utilizó un uniforme blanco con rayas negras. Por último, a partir de la temporada 1988-89, se usaron uniformes de color rojo, relegando al celeste como conjunto suplente.
| 1977 | 1985 | 1987 | 1989 | 1993 |  |

### Símbolo
Hasta la temporada 1987-88, el escudo del Nippon Kokan era de forma circular e incluía un hombre usando un casco. Estos elementos fueron acompañadas por las palabras “Nippon Kokan Soccer Club”, dispuestas a lo largo del perímetro del círculo. Posteriormente se adoptó en el logotipo del NKK, constituido por una línea oblicua con el extremo puntiagudo.

## Entrenadores
| \| \| Entrenadores \| |              |
| - 1962-1966 Yasuo Takamori - 1967-1971 Susumi Chida - 1971-1976 Takaji Tanaka - 1976-1979 Minoru Ueda - 1980-1982 Susumi Chida - 1983-1988 Yoshimasa Fukumura - 1989-1992 Shintaro Okamura - 1992-1993 Toshio Matsuura |              |
| | Entrenadores |

## Palmarés

### Títulos nacionales
- Copa del Emperador (1): 1981.
- Copa Japan Soccer League (2): 1980, 1987.
- Copa Nacional Amateur Japonesa (1): 1965.
- Japan Soccer League Division 2 (2): 1981, 1983.
- Subcampeón de la Japan Soccer League (3): 1986, 1987, 1988.
- Subcampeón de la Copa del Emperador (1): 1986.